# Chaîne Shackleton
La chaîne Shackleton ou cordillère de Shackleton est une chaîne de montagnes culminant à 1 875 mètres d'altitude et située en Antarctique. Orientée est-ouest sur 240 km environ entre les glaciers Slessor et Recovery, elle a été nommée en l'honneur de l'explorateur anglo-irlandais Sir Ernest Shackleton.

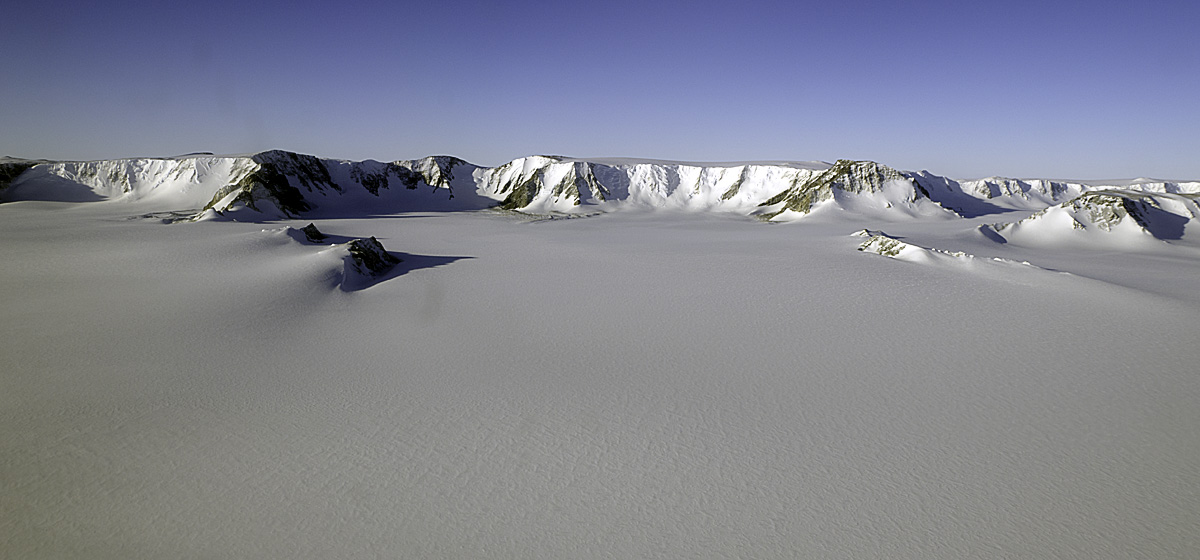
Vue de la chaîne Shackleton.

L'expédition Fuchs-Hillary ou Commonwealth Trans-Antarctic Expedition (CTAE) survole la cordillère en 1957 et observe sa partie occidentale. La United States Navy réalise des photographies aériennes en 1967. Le British Antarctic Survey de la base antarctique Halley réalise des études à partir d'un avion Lockheed C-130 Hercules durant les étés austraux de 1968–1969 et de 1969–1970.